# Allée Penthièvre
L'allée Penthièvre est une voie de Nantes, en France. 

## Situation et accès
Il s'agit en réalité d'un ancien quai, du centre-ville de Nantes, qui bordait la rive gauche du cours de l'Erdre, dont le comblement partiel a permis la création du cours des 50-Otages.
L'allée Jean-Bart, qui se situe dans secteur piétonnier, forme une partie du cours des 50-Otages qui la longe sur son côté ouest, et sert de nos jours de référence aux adresses postales des immeubles bordant celui-ci. Elle relie la rue de la Barillerie à la place de l'Écluse. Prolongée au sud par l'allée Jean-Bart, elle l'est au nord par l'allée Duquesne. Elle est rejointe, sur son côté est, par la rue des Halles et la rue Haute-Casserie.

## Origine du nom
La voie rend honneur à Louis-Jean-Marie de Bourbon, duc de Penthièvre, petit-fils du roi Louis XIV, qui fut gouverneur de Bretagne de 1737 jusqu'à sa mort en 1793. 

## Historique
En 1828, on construisit à son extrémité Sud, une écluse qui était censée réguler les caprices de la rivière (dont le souvenir est perpétué par l'actuelle « place de l'Écluse »).
Ce quai fut dénommé « allée Penthièvre » le 27 octobre 1837 s'étendait alors jusqu'au niveau de la place des Petits-Murs.
Avant le comblement de l'Erdre, deux franchissements permettait d'accéder depuis le quai à la rive opposé de la rivière : le « pont de l'Écluse », à l'extrémité Nord ; le « pont d'Orléans », à l'extrémité Sud. Ceux-ci furent détruits lors de ces travaux qui durèrent 1929 à 1945. Depuis lors, le quai sera transformé en allée permettant de desservir les habitations riveraines, séparés du cours des 50-Otages par une rangée d'arbres.